# De happening
De happening is een hoorspel van Ludvík Aškenazy. Das Happening werd op 30 september 1979 door de Österreichischer Rundfunk uitgezonden en in de vertaling van Willy Wielek-Berg door de VARA reeds op woensdag 12 september 1979. De regisseur was Ad Löbler. Het hoorspel duurde 30 minuten.

## Rolbezetting
- Gerrie Mantel (Irena)
- Jan Borkus (Roman)

## Inhoud
Roman is naar het Westen gevlucht, maar heeft zich hier niet kunnen bewijzen. Als zijn broer, die intussen minister geworden is in het Oosten, hem laat weten dat hij op bezoek komt, wil Roman hem verrassen met een happening die moet aantonen dat hij het gemaakt heeft. De voorbereidingen daartoe worden echter al op zichzelf een happening, zoda de geplande helemaal niet meer plaatsvindt…